# Senat von Missouri

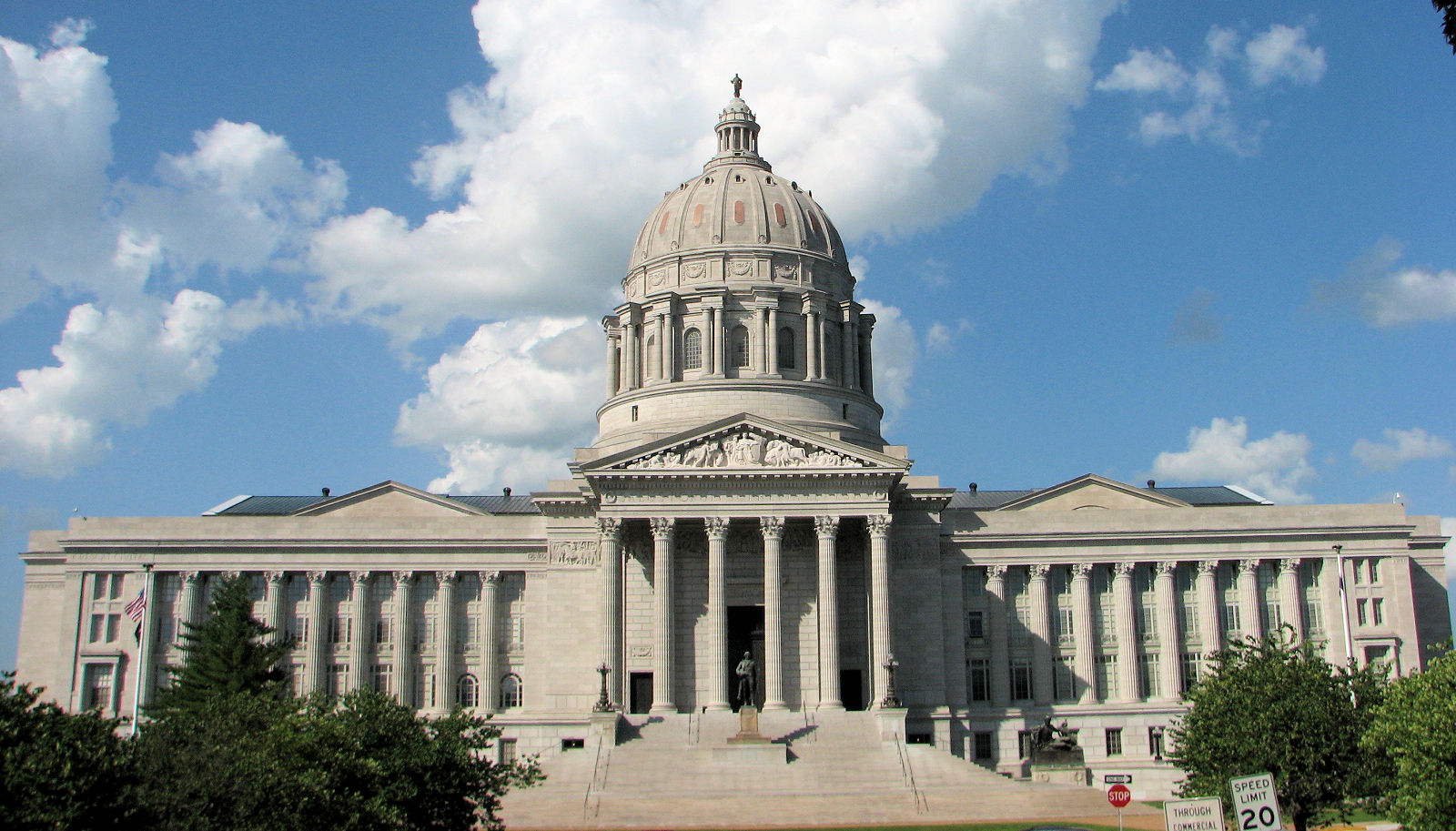
Das Missouri State Capitol in Jefferson City

Der Senat von Missouri (Missouri State Senate) ist das Oberhaus der Missouri General Assembly, der Legislative des US-Bundesstaates Missouri.
Die Parlamentskammer setzt sich aus 34 Senatoren zusammen, die jeweils einen Wahldistrikt repräsentieren. Jede dieser festgelegten Einheiten umfasst eine Zahl von durchschnittlich 160.000 Einwohnern. Die Senatoren werden jeweils für vierjährige Amtszeiten gewählt. Ferner sind diese Amtszeiten so gestaffelt, dass immer die Hälfte der Senatoren jede zwei Jahre neu gewählt wird. Eine Beschränkung der Amtszeiten existiert nicht. Der Sitzungssaal des Senats befindet sich gemeinsam mit dem Repräsentantenhaus im Missouri State Capitol in der Hauptstadt Jefferson City.

## Aufgaben des Senats
Wie in den Oberhäusern anderer Bundesstaaten und Territorien sowie im US-Senat fallen dem Senat von Missouri im Vergleich zum Repräsentantenhaus spezielle Aufgaben zu, die über die Gesetzgebung hinausgehen. So obliegt es dem Senat, Nominierungen des Gouverneurs in dessen Kabinett, weitere Ämter der Exekutive sowie Kommissionen und Behörden zu bestätigen oder zurückzuweisen.

## Zusammensetzung
| Partei   | Partei                 | Abgeordnete |
| -------- | ---------------------- | ----------- |
|          | Republikanische Partei | 26          |
|          | Demokratische Partei   | 8           |
| Summe    | Summe                  | 34          |
| Mehrheit | Mehrheit               | 22          |

### Wichtige Senatsmitglieder
| Position                            | Name         | Partei       |
| ----------------------------------- | ------------ | ------------ |
| Vizegouverneur/Senatspräsident      | Mike Kehoe   | Republikaner |
| Präsident Pro Tempore               | Dave Schatz  | Republikaner |
| Mehrheitsführer / Majority Leader   | Caleb Rowden | Republikaner |
| Oppositionsführer / Minority Leader | Gina Walsh   | Demokrat     |